# Too Young to Fall in Love
"Too Young to Fall in Love" är en låt av det amerikanska hårdrocksbandet Mötley Crüe. Den skrevs av bandets basist Nikki Sixx, och finns med på deras album Shout at the Devil (1983).
1984 släpptes "Too Young to Fall in Love" som albumets tredje singel, och nådde en nittionde plats på Billboard Hot 100.

## Medverkande
- Vince Neil - sång
- Mick Mars - gitarr
- Nikki Sixx - bas
- Tommy Lee - trummor